# Parvatinura
Genre
Parvatinura est un genre de collemboles de la famille des Neanuridae.

## Distribution
Les espèces de ce genre se rencontrent en Himalaya.

## Liste des espèces
Selon Checklist of the Collembola of the World (version du 16 octobre 2019) :
- Parvatinura colcheni Cassagnau, 1984
- Parvatinura dobremezi Cassagnau, 1982
- Parvatinura loebli Cassagnau, 1984
- Parvatinura numica Cassagnau, 1984
- Parvatinura taounjensis Cassagnau, 1984

## Publication originale
- Cassagnau, 1982 : Sur les Neanurinae primitifs suceurs et les lignées qui en derivent (Collemboles). Travaux du Laboratoire d'Écobiologie des Arthropodes Édaphiques Toulouse, vol. 3, no 3, p. 1-11.